# 竹内道敬
竹内 道敬（たけうち みちたか、1932年(昭和7年)1月28日 - 2021年(令和3年)6月4日 ）は、日本近世芸能研究者。

## 生涯
大連市生れ。本籍・静岡県。1957年早稲田大学大学院文学研究科演劇学修士課程修了。平凡社『演劇百科大事典』編集室勤務。1982年芸術祭賞受賞。1989年『近世邦楽研究ノート』で田辺尚雄賞受賞。1992年国立音楽大学教授、97年定年退職。96年放送大学客員教授、2006年任期満了退職。1962年財団法人古典会事務局長、理事、2012年業務執行理事。第31回河竹賞受賞。

## 著書
- 『近世芸能史の研究 歌舞伎と邦楽』南窓社、1982
- 『近世邦楽研究ノート』名著刊行会、1989
- 『日本音楽の基礎概念 日本音楽のなぜ』放送大学、1996
- 『近世邦楽考』南窓社、1998
- 『続・近世邦楽考』南窓社　2012

### 共編著
- 『河東節二百五十年』編 河東節二百五十年刊行会、1967
- 瀬川如皐『歌舞伎オン・ステージ 与話情浮名横櫛』編著 白水社、1985
- 『邦楽・邦舞 日本古典芸能と現代』如月青子共著 岩波セミナーブックス、1996

## 参考
- [ISBN 978-4-8165-0404-4]
- 『現代日本人名録』2002年